# スパイダーウーマン
スパイダーウーマン（Spider-Woman）はマーベルユニバースに登場するスーパーヒロインである。スパイダーウーマンの名前で活動する人物は複数存在するが、ここでは初代のジェシカ・ドリュー（Jessica Drew）を取り扱う。
『マーベルスポットライト』32号（1977年2月）に初登場した。1970年代短期間有名（彼女は50号からなる『スパイダーウーマン』という名のレギュラーシリーズを持っていた。）だったが能力を失い、長い期間使用されておらず、他のスパイダーウーマン達に取って代わられていたが、近年ニューアベンジャーズのメンバーとしてリバイバルを果たした。

## 出版物の歴史
『マーベルスポットライト』32号でのデビュー後、ドリューは自らの連続するシリーズで1978年4月から1983年6月まで、のべ50号に渡って主役を張った。
2005年12月21日、マーベルは5部構成でブライアン・ミカエル・ベンディスとブライアン・リードの共著でジョナサンとジョシュア・ルナのザ・ルナ・ブラザーズがイラストを担当した『スパイダーウーマン:オリジン』の第1号をリリースした。
スパイダーウーマンはエッセンシャルTPB（白黒印刷による総集編）を2005年12月21日に発売した。これはマーベルの女性スターとしては初めての事である。

## バイオグラフィ

### オリジン
若かりし日、ジョナサン・ドリュー（Jonathan Drew）とミリアム・ドリュー（Merriam Drew）の娘ジェシカ・ミリアム・ドリュー（Jessica Miriam Drew）はトランジア（Transia）のワンダゴア山（Mount Wundagore）の近くで生きてこそいたが放射線によって酷く汚染されていた。彼女の命を救おうとした彼の父は、被爆した蜘蛛の血液をベースにした実験段階の血清を彼女に注入した。血清に効果が見られないようだったので、のちにハイエボリューショナリーとして知られるようになる男（ハーバート・ウィンダム）は彼女を遺伝子加速器に入れた。加速器の中にいる間、彼女の年齢の進行が遅くなっていた。彼女が数十年後に最終的に解放された時、ドリューは17歳程でしかなかった。
ジェシカはワンダゴア山でハイエボリューショナリーのニューメンの一人レディ・ボヴァに育てられた。彼女が旅立ったのはそこでの生活に合わないと感じたためである。最初の数年は他の人間たちの中で適応するのに混乱していた。最終的にカウント・オットー・ヴェミスが支配するHYDRAが彼女を見つけ、引き入れた。
洗脳され操作されていたが、彼女は自分が人間ではなく、実際には進化した蜘蛛だと思っていた。この時期、彼女はアラクネの名で過ごしていた。最終的にS.H.I.E.L.D.を相手にしたとあるミッションでジェシカはHYDRAの本質を知り、袂を分かった。

#### スパイダーウーマン・オリジン
オリジン（Spider-Woman： Origin）ではかつてのオリジンストーリーに登場したクモの血清と遺伝子加速装置を廃止している。そのかわり、ジェシカの能力は彼女の母が妊娠中に子宮に浴びた数種類のクモのDNAの特徴を含んだレーザービームに由来している（ドリュー夫妻は蜘蛛の環境への適応力を組み入れ利用しようとしており、ヒトゲノムに移植していた）。
ジェシカの両親が謎に包まれた状況で失踪した後、ジェシカは（偽の口実で）HYDRAに引き入れられ、そこで恐るべき戦士、そして暗殺者になった。彼女はトレーニングを積み、タスクマスターの元で多くの格闘技と彼自身の「アーセナル」の7つ以上のファイティングスタイルを習得した。
このリテリングで、元々彼女をHYDRAに引き入れたオットー・ヴァーミスはかなり高齢で、退職したHYDRAのエージェントであり、ジェシカは自分の母の情報を得る為に彼を誘惑した。
加えて、「オリジン」では以下の変更点がある。
- メリエン・ドリュー（Merriem Drew）はミリアム・ドリュー（Miriam Drew）となった。
- ドリュー一家はジェシカを懐妊するまでにワンダゴア山に引っ越してきて、ヨーロッパのランドマークで彼女を生む事になるとは思いもせずに定住した。その後、彼女は彼女の母と同様、乳母のボヴァ（外見上は人間）に育てられた。
- ジェシカの父ジョナサンは彼等の島で一度もウラニウムを見つけていない。そのかわり、彼等の研究はHYDRAの資金が使われており、そのグループでの彼等の直接の連絡/資本者はウィンダム将軍であった。エドガー・ウィンダム（オリジナルのスパイダーウーマンでジョナサンの親友で研究のパートナー）やハイ・エボリューショナリーとの関連は不明である。
- ジェシカの父は6世紀の魔術師マグナスによって取り憑かれた事がない。つまりはマグナスには数十年前に彼女の冒険で度々ジェシカを助けた理由は存在しない。
- ジェシカの父はマイルズ・ウォレンと大部分で一緒に働いており、クローニングの実験に更なる将来性を見出した彼はプロジェクトを去った。

### スパイダーウーマン
スパイダーウーマンの名で活動するジェシカは彼女の父親を殺した者を追う為に新たなアイデンティティを使い、ロンドンで調査を始めた。この時期、ジェシカはHYDRAによって再び捕われ、彼等の為に働かせる為に洗脳させられた。これによってベン・グリムとの直接的な衝突をもたらした。
HYDRAの洗脳を解いた後、ジェシカは彼女の最大の仲間の一人となる魔術師マグナスと彼の最大の敵モルガン・ル・フェイと接触する。マグナスは情報を与える事でジェシカはロサンジェルスに舞台を移させ、コスチュームを纏ったクライムファイター（＝犯罪者退治専門のヒーロー）としてのキャリアを始めた。
ジェシカはこの時期S.H.I.E.L.D.のエージェントのジェリー・ハントに追跡され、彼女を追ってロサンジェルスに来た彼は彼女とロマンティックな交際を始めた。
スパイダーウーマンとして活動しはじめてしばらくは、ジェシカはロサンジェルスにいると言う事を伏せることに決めた。彼女はボラザーズ・グリムやハングマン、エンフォーサー、ニードル、ハンマー・アンド・アンヴィル、ネクラ、シルバー・サムライ、ヴァイパー、ジプシー・モス、ワックスマンと言った超人的な能力を持つ敵達と戦う一方で、ワーフルフ・バイ・ナイトとシュロウドと手を組んでいた。ジェシカは自分がだす男性には強い性的な魅力、女性からは反感を作り出すらしいフェロモンの本質を探ろうとしていた。
調査を進めるうちにハトロス研究所に行き着いた彼女はそこで初めての職を得た。秘書として働きながら、彼女は無料で彼女のフェロモンを抑える治療を受ける事が出来、望まない副作用を引き起こす事なく効率的に人々の間を移動する事が出来るようになる。ハトロス研究所での生活が軌道に乗ってきた頃、ジェシカは前述のネクラと遭遇し、職を失ってしまう。
失職したジェシカは短い間だが窃盗を考えたが、最終的にその考えを捨てた。彼女はスパイダーマンと接触し、彼は彼女に彼女特有の才能を助けを必要とする人々の為に使うようにアドバイスした。ジェシカは彼のアドバイスを心がける事に決め、バウンターハントレスになった。彼女は後にホーネットとなるかつてのFBIの専門家スコッティ・マクドウェルと近くで働いた。彼等の仕事上の関係は破綻し、ジェシカは一番の親友のリンドセイ・マッケーブと共にサンフランシスコに移住し、そこで私立探偵としての練習を始めた。
P.I.として働きながら、ジェシカはある戦闘でヴァイパーと遭遇した。それによって主に二つの事が明らかになった。1つはリンドセイ・マッケーブが遂に（リンドセイはずっと前から知っていたと主張したが）スパイダーウーマンとジェシカが同一人物だと知った事である。もう1つはヴァイパーがジェシカの本当の母親であると主張した事である。これが彼女こそがミリアム・ドリューであることを意味しているのかは未だに不明だが、二人の相似は並外れており、他のHYDRAのエージェントを騙せる程である。この暴露は後にキャプテン・アメリカのコミックで単にヴァイパーの妄想であると後付けで設定された。
自身のコミックブックでの最後の冒険で、ジェシカは6世紀でモルガン・ル・フェイと決着をつけた。彼女はどうにかモルガンを打ち負かしたが、ジェシカの肉体は破壊された。ジェシカは死んだと思われ、魔法使いのマグナスは人類にジェシカの存在の全ての痕跡を取り除く魔法を施した。しかし、この魔法は不完全で、ティグラ（Tigra）とスロード（Shroud）はジェシカの死体を見つけ、アベンジャーズとドクター・ストレンジに連絡を取った。ジェシカは実際にはアストラル界に迷い込んでおり、再び肉体に戻ろうと試みている事が明らかになった。モルガン・ル・フェイ（おなじくアストラル界に捕われていた）はアベンジャーズがジェシカを復活させようとするのを失敗させようとし、アベンジャーズとドクターストレンジと直接対決した。最後にはドクターストレンジはジェシカを肉体に戻し、モルガンを捕える事が出来たが、ジェシカは超人的能力を失うはめになった。それでもジェシカは生の世界に帰り着けた事を感謝し、サンフランシスコでリンドセイ・マッケーブの、時にはティグラやShroudの助けを借り、単なる私立探偵としての生活を続けた。
ジェシカはリンドセイ・マッケーブを伴って頻繁に私立探偵としてマドリプールに訪れた。この時期、生体電流を放つ能力を失っていたが、彼女の超人的能力は徐々に復活している事がわかった。彼女はまだ超人的な怪力と俊敏さを持っており、壁をよじ登る事も出来た。彼女はパッチ（ウルヴァリンの仮の姿）の仕事仲間であり親友であり、彼女が自分の人生を整理する為に働くサンフランシスコに戻るのを助けたパイロットのアーチー・コリガンとの友情を築いていた。
ジェシカ・ドリューの人生はスパイダーウーマンを名乗るヴィラネスのシャーロッテ・ウィンターが彼女の能力を盗むまで安定していた。盗難後、ジェシカは私立探偵としての生活に戻り、スパイダーウーマンを引き継いだ若い女性マティー・フランクリンの教師及び師匠となった。この時期、ジェシカは再び能力を取り戻しはじめた。マティーと2つの事件を調査している間、彼女は取り戻した超人的な怪力と俊敏さを使った。蜘蛛の能力の大部分を取り戻していたが、それらは不安定なモノだった。例えば、彼女の「ヴェノムブラスト」（Venom blast）はある戦闘では効率的に働いたが、別の機会では思いがけない失敗となった。
マティー・フランクリンが一般的に『MGH』として知られるミュータント・グロース・ホルモンを作る為に彼女の組織を喰っていたニューヨークを拠点にする麻薬密売人とのかなり虐待的で寄生虫的的な関係に陥ったとき、ジェシカは能力が不安定であったにも拘らず、調査を躊躇わなかった。当初の地元の私立探偵で、驚くべき多くの共通点があるジェシカ・ジョーンズとの不和があったが、マティーを捕獲者たちから救い出す為に共闘し、協力し合う中となった。

## 能力
ジェシカは幾つかの超人的な能力をもっており、すべて彼女に能力を与える為の独自の実験に由来している。
- 超人的な怪力とスピード、スタミナ、俊敏さ、反射神経
- 超人的な鋭い聴力
- 静電気による引力により壁などの表面をよじ登る粘着性のタッチ
- 非腐食性の毒素と一度受けた毒物に対する免疫力。初めて受けた時は目眩を引き起こすが、彼女の代謝能力は素早く回復させ、免疫を作り出す。
- あらゆる形態の放射線に対する耐性
- ヴェノムブラスト - スパイダーウーマンは手を通して集中させた強力な毒素を過剰な生体電流と共に放つ事が出来る。これらの生体電流の放射は神経系に影響し、その強烈さは調整して衝撃を弱めて伝える事が出来、対象の意識を奪ったり死に至らしめる事も出来る（その衝撃力は金属に穴をあける程強力である）。
- フェロモン - ジェシカは男性に自分を極端な魅力的にみせ、女性に反感を抱かせる化学物質を生成する事が出来る。彼女が集中するとこの能力で男性を自分の思うままに操ることが出来る。
- 飛行 - ジェシカは元々コスチュームの一部である小さな翼による限定されたグライド能力しか持っていなかった。『New Avengers』14号で明かされた事によると、HYDRAは彼女の代謝能力に更なる操作を加えて、彼女に自力による飛行能力を授けた（飛行能力の範囲は未だに曖昧である）。

彼女の能力に加え、ジェシカは優れた格闘術を身につけた戦士であり、ボクシングや柔道、空手、カポエイラを含む幾つかの戦闘スタイルの稽古を受けており、タスクマスターの修行によって学んだ。彼女はフェンシングや他の多くの武器の使用のトレーニングもしている。ジェシカはHYDRAによって内密のオペレーション、潜伏、情報収集の能力を訓練されており優れたアスリートである。彼女は幾つかの外国語を話し、中にはロシア語、日本語、フランス語、スペイン語、ポルトガル語、韓国語、ドイツ語も含まれている。

## 別のバージョン

### アルティメットスパイダーウーマン
「Ultimate Spider-Man」#98で、この世界でのスパイダーウーマンが紹介され、102号では彼女が女性になるように染色体を操作されたピーター・パーカーのクローンであることが明かされている。彼女はピーターに似ており、同年齢（大体16歳）に見える。CIAのエージェントを務める為に作り出され（コードネーム:スパイダーウーマン）、彼女はピーター・パーカーの記憶を持っている。カサンドラ・ウェブはジェシカ・ドリューとしてのアイデンティティを作り出す為にそれらの記憶を抹消し置換する準備をしていたが、処置が実行される前に彼女は脱出した。
ドクター・オクトパスが自分こそがクローン実験の黒幕である事を明かすと、ジェシカとピーターは共闘し、最終的に勝利を納めた。ピーターはニック・フューリーに同行したが、一方でジェシカは逃亡を選んだ。ストーリーの最後にジェシカはニューヨークを去る事に決め、超人的な能力を持つ「ジェシカ・ドリュー」というアイデンティティを採用した。
彼女の能力は高められた俊敏さ、筋力、反射能力であり、壁にくっつく事も出来る。ヴェノムブラストはないが、アルティメット世界のスパイダーウーマンは指先から有機物の糸を放つ事が出来る。
アルティメットスパイダーウーマンが来ているコスチュームはジュリア・カーペンター（アラクネ）と通常のマーベル世界のジェシカ・ドリューが着ているコスチュームに由来する要素を合体させたものである。

### MC2
MC2の世界ではジェシカは能力を失って以降一度も取り戻していない。彼女は結婚し、ジェラルド（あるいは短縮してゲリー）という子供がいる。しかし彼女は放射性の血液がゲリーに身体の自由を奪う病気を引き起こしている事を知った。彼女は彼を救う為に彼女の父が彼女に施した遺伝子治療を施そうと試みた。ゲリーが遺伝子加速器のなかでincubatedされている間、ジェシカの夫は彼女にゲリーの健康を非難し離婚した。ゲリーが遺伝子加速器から現れたとき、ジェシカは息子が蜘蛛のような能力（超人的な怪力と俊敏さ、有機的に蜘蛛の巣を生成する能力）を得たが、未だに病気のままであることを知った。ティーンエイジャーのゲリーは自分の能力を使ってスパイダーマンになる事を決め、本物のスパイダーマンの娘スパイダーガールと幾度か対戦し、限界を超えて肉体を酷使し、ついに身体を壊してしまった。ジェシカはスパイダーマンに接触していなかったが、彼に自分の息子にスパイダーマンとしてのキャリアを諦めさせるように頼んだ。ピーター・パーカーはゲリーの病気を治す方法を探す事が出来る人物を見つけようとし、成功したようである（少なくともコミックシリーズ・スパイダーガールでは示唆されている）。

## 他メディアでの登場

### 映画
- 『スパイダーマン：スパイダーバース』の続編の『スパイダーマン：アクロス・ザ・スパイダーバース』に登場。声優を務めるのはイッサ・レイ。コミック版やアニメ版と違い、黒人女性として描かれている。バイクに乗っているのが特徴で、お腹の中に赤ちゃんがいる。日本語吹き替え版声優は田村睦心。
- 『スパイダーマン：スパイダーバース』のスピンオフとしスパイダーウーマン集合を描く映画(未公開・公開予定日未定)に登場予定。他にシルク、スパイダーグウェンも登場する予定。

### テレビ
- ジェシカ・ドリューを主役に据えたアニメ『スパイダーウーマン』はABCの土曜の朝のアニメ枠で1979年に始まった。制作はDePatie-Freleng Enterprisesとマーベル・コミックアニメーション。
- スパイダーウーマンはTVに実写で2度登場している。
  - 短命なテレビシリーズで自分の世界を飛び出したコミック・ストリップ・ヒーローが自分の製作者を探すワンス・ア・ヒーローにカメオ出演している。あるエピソードの終盤で、キャプテン・ジャスティスが「Real Earth」に帰還し、彼を応援するコミックブックキャラクターの群衆のなかにスパイダーウーマンを確認できる。
  - 1979年3月17日に放映されたサタデーナイトライブの寸劇「スーパーヒーローパーティ」ではLois Lane役のMargot Kidderを主役にし、スーパーマン、フラッシュ、Lana Lang、ハルク、ザ・シング、スパイダーマン、スパイダーウーマン、アントマン、インヴィジブルウーマンが登場している。

### ビデオゲーム
- スパイダーウーマンはマーベル・アルティメットアライアンスのプレイヤブルキャラクタである。彼女は怪力を除くコミックでの全ての能力を持っている。彼女はS.H.I.E.L.D.のエージェントのコスチューム（白いグライダーウェブと銀のベルトがあるクラシックコスチュームでネイビーブルーと黒のマスクなしのバージョン）を着たヴァリアントがある。加えて、彼女にはアンロッカブルなジュリア・カーペンター（シークレットウォーエディション）とスパイダーガールのコスチュームもある。